# Herrarnas terränglopp i mountainbike vid olympiska sommarspelen 2012
Herrarnas terränglopp i mountainbike vid olympiska sommarspelen 2012 avgjordes den 12 augusti 2012 i London.

## Medaljörer
| Event                 | Guld                      | Silver                | Brons                         |
| Herrarnas terränglopp | Jaroslav Kulhavý Tjeckien | Nino Schurter Schweiz | Marco Aurelio Fontana Italien |

## Resultat
| Placering | Cyklist                         | Tid     |
| --------- | ------------------------------- | ------- |
| 1         | Jaroslav Kulhavý (CZE)          | 1:29:07 |
| 2         | Nino Schurter (SUI)             | 1:29:08 |
| 3         | Marco Aurelio Fontana (ITA)     | 1:29:32 |
| 4         | José Antonio Hermida (ESP)      | 1:29:36 |
| 5         | Burry Stander (RSA)             | 1:29:37 |
| 6         | Carlos Coloma-Nicolas (ESP)     | 1:30:07 |
| 7         | Manuel Fumic (GER)              | 1:30:31 |
| 8         | Geoff Kabush (CAN)              | 1:30:43 |
| 9         | Alexander Gehbauer (AUT)        | 1:31:16 |
| 10        | Todd Wells (USA)                | 1:31:28 |
| 11        | Stéphane Tempier (FRA)          | 1:31:30 |
| 12        | Jan Škarnitzl (CZE)             | 1:31:48 |
| 13        | Gerhard Kerschbaumer (ITA)      | 1:32:02 |
| 14        | Ondřej Cink (CZE)               | 1:32:16 |
| 15        | Samuel Schultz (USA)            | 1:32:29 |
| 16        | Marek Konwa (POL)               | 1:32:41 |
| 17        | Rudi van Houts (NED)            | 1:32:53 |
| 18        | Ralph Näf (SUI)                 | 1:32:58 |
| 19        | Kevin van Hoovels (BEL)         | 1:33:01 |
| 20        | Karl Markt (AUT)                | 1:33:18 |
| 21        | Daniel McConnell (AUS)          | 1:33:22 |
| 22        | Sergio Mantecon-Gutiérrez (ESP) | 1:33:46 |
| 23        | David Rosa (POR)                | 1:33:50 |
| 24        | Rubens Valeriano (BRA)          | 1:34:23 |
| 25        | Florian Vogel (SUI)             | 1:34:36 |
| 26        | Catriel Soto (ARG)              | 1:35:13 |
| 27        | Kohei Yamamoto (JPN)            | 1:35:26 |
| 28        | Hector Paez (COL)               | 1:36:02 |
| 29        | Jean-Christophe Péraud (FRA)    | 1:37:07 |
| 30        | Marc Bassingthwaighte (NAM)     | 1:37:17 |
| 31        | Sergij Rysenko (UKR)            | 1:37:32 |
| 32        | Piotr Brzózka (POL)             | 1:38:37 |
| 33        | Periklis Ilias (GRE)            | 1:38:51 |
| 34        | Moritz Milatz (GER)             | 1:38:59 |
| 35        | Philip Buys (RSA)               | 1:40:11 |
| 36        | Paolo Montoya (CRC)             | 1:41:19 |
| 37        | Jevgenij Petjenin (RUS)         | 1:41:40 |
| 38        | Chan Chun Hing (HKG)            | 1:41:59 |
| 39        | Adrien Niyonshuti (RWA)         | 1:42:46 |
| 40        | Marios Athanasiadis (CYP)       | 1:43:25 |
| –         | Tong Weisong (CHN)              | LAP     |
| –         | Derek Horton (GUM)              | LAP     |
| –         | Sven Nys (BEL)                  | DNF     |
| –         | Max Plaxton (CAN)               | DNF     |
| –         | András Parti (HUN)              | DNF     |
| –         | Julien Absalon (FRA)            | DNF     |
| –         | Liam Killeen (GBR)              | DNF     |
| –         | Robert Förstemann (GER)         | DNS     |
| –         | Michael Vingerling (NED)        | DNS     |
| –         | Sam Bewley (NZL)                | DNS     |